# Akira Yoshizawa
Akira Yoshizawa (Japans: 吉澤 章, Yoshizawa Akira) (Kaminokawa (Prefectuur Tochigi), 14 maart 1911 – Tokio, 14 maart 2005) was een Japans origamimeester. Hij wordt beschouwd als de grondlegger van de moderne origami. Hij ontwikkelde meer dan 50.000 ontwerpen, waarvan er slechts een paar honderd in zijn vele boeken bewaard zijn. In 1983 werd hij door de Japanse keizer Hirohito onderscheiden met de Orde van de Rijzende Zon.

## Leven
Yoshizawa werd geboren in een boerenfamilie. Als kind vermaakte hij zich door zichzelf origami aan te leren. Hij volgde een opleiding tot smid en begon op 13-jarige leeftijd te werken in een fabriek in Tokio. In het begin van de jaren dertig werd hij tot technisch tekenaar gepromoveerd. Onderdeel van zijn baan was om jongeren geometrie te onderwijzen. Hij benutte origami om zijn leerlingen geometrische problemen uit te leggen. In 1937 nam hij ontslag om zich voltijds als origamikunstenaar bezig te houden. De volgende 20 jaar leefde Yoshizawa in grote armoede en verdiende hij zijn brood met het verkopen van tsukudani, een Japanse bijgerecht gemaakt van zeewier.
Zijn werk was voldoende artistiek om opgenomen te worden in het boek "Origami Shuko" (1944) van Isao Honda. In 1951 verscheen werk van Yoshizawa in het Japanse tijdschrift "Asahi Graph", waardoor zijn populariteit toenam. Yoshizawa publiceerde in 1954 zijn eerste monografie "Atarashii Origami Geijutsu" ("Nieuwe origamikunst"). In dit werk introduceerde hij voor het eerst het Yoshizawa–Randlett systeem, dat gebruikt wordt voor het noteren van origamivouwen. Dit systeem is sindsdien de standaard geworden onder een meerderheid van de beoefenaars van de origamikunst. Door deze monografie verbeterde zijn financiële situatie. In hetzelfde jaar richtte hij het Internationale Origamicentrum in Tokio op.
Zijn eerste tentoonstelling in het buitenland werd georganiseerd door architect en kunstverzamelaar Felix Tikotin, en vond plaats in 1955 in het Stedelijk Museum te Amsterdam. In 1956 trouwde hij met zijn tweede vrouw Kiyo (zijn eerste vrouw was overleden). Zij werd zijn manager en onderwees ook origami naast hem. In maart 1998 werd Yoshizawa uitgenodigd om zijn origamikunst te exposeren tijdens een grootschalige origamitentoonstelling in het Louvremuseum.
Yoshizawa overleed op zijn 94ste verjaardag in een ziekenhuis in Ogikubo aan de gevolgen van een longontsteking.

## Techniek en verdiensten
Yoshizawa voerde veel nieuwe technieken in, met inbegrip van het zogenaamde 'nat vouwen'. Bij deze techniek wordt het papier bevochtigd vóór het vouwen, zodat de vouwer een veel ronder en gebeeldhouwd uiterlijk kan realiseren. Dit werd door velen beschouwd als een paradigmaverschuiving die het mogelijk maakte dat origami een kunstvorm werd, terwijl het voorheen enkel een leuk volkverdrijf was.

Een diagram van een kraanvogel, weergegeven met het Yoshizawa-Randlett systeem

Yoshizawa vond zijn eigen systeem voor gedrukte vouwinstructies uit. In dit systeem wordt elke vouw weergegeven in een grafiek met behulp van verschillende lijnen en pijlen. Hierdoor konden voor het eerst complexere modellen worden weergegeven. Een ander voordeel van het systeem is dat het door iedereen gebruikt kan worden onafgezien van hun taal aangezien het alleen tekens en symbolen gebruikt. Het werd snel overgenomen door origamivouwers in de gehele wereld en is vandaag de gebruikelijke standaard.

## Publicaties (selectie)
- Atarashii Origami Geijutsu, Origami Geijutsu-Sha 1954[3]
- Origami Reader I, Ryokuchi-Sha, 1957[3]
- Dokuhon, Vol.1  (Origami Tokuhon), 1973, ISBN 4-8216-0408-6
- Sosaku Origami (Creative Origami), Nippon Hoso Kyokai 1984, ISBN 4-14-031028-6
- Dokuhon, Vol.2 (Origami Tokuhon), 1986[3]
- Origami Dokuhon II (Origami Reader II), Kamakura Shobo 1986 , ISBN 4-308-00400-4